# Strażnica KOP „Plauszkiety”

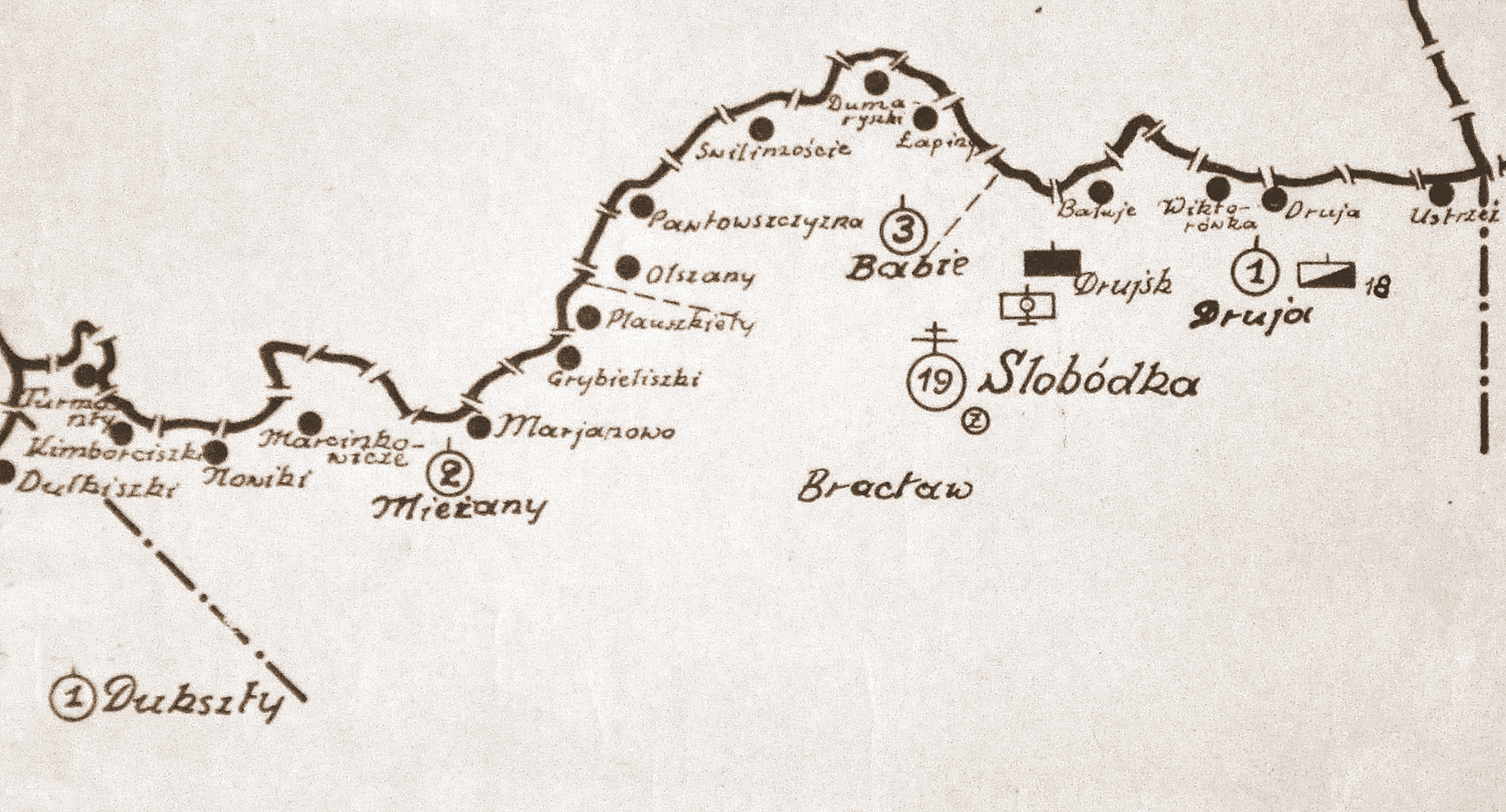
Rozmieszczenie batalionu KOP „Słobódka” w 1931

Strażnica KOP „Plauszkiety” – zasadnicza jednostka organizacyjna Korpusu Ochrony Pogranicza pełniąca służbę ochronną na granicy polsko-łotewskiej.

## Formowanie i zmiany organizacyjne
W 1926, w składzie Brygady KOP „Wilno”, został sformowany 19 batalion graniczny. W 1928 w skład batalionu wchodziło 12 strażnic. W latach 1931 – 1939 strażnica znajdowała się w strukturze 2 kompanii KOP „Mieżany” . Strażnica liczyła około 18 żołnierzy i rozmieszczona była przy linii granicznej z zadaniem bezpośredniej ochrony granicy państwowej.
W 1932 obsada strażnicy zakwaterowana była w budynku KOP. Strażnicę z macierzystą kompanią łączyła droga polna długości 14,5 km.

## Służba graniczna
Podstawową jednostką taktyczną Korpusu Ochrony Pogranicza przeznaczoną do pełnienia służby ochronnej był batalion graniczny. Odcinek batalionu dzielił się na pododcinki kompanii, a te z kolei na pododcinki strażnic, które były „zasadniczymi jednostkami pełniącymi służbę ochronną”, w sile półplutonu. Służba ochronna pełniona była systemem zmiennym, polegającym na stałym patrolowaniu strefy nadgranicznej, wystawianiu posterunków alarmowych, obserwacyjnych i kontrolnych stałych, patrolowaniu i organizowaniu zasadzek w miejscach rozpoznanych jako niebezpieczne, kontrolowaniu dokumentów i zatrzymywaniu osób podejrzanych, a także utrzymywaniu ścisłej łączności między oddziałami i władzami administracyjnymi. Strażnice KOP stanowiły pierwszy rzut ugrupowania kordonowego Korpusu Ochrony Pogranicza.
Strażnica KOP „Plauszkiety” w 1932 ochraniała pododcinek granicy państwowej szerokości 7 kilometrów, a w 1938 pododcinek szerokości 5 kilometrów 320 metrów od słupa granicznego nr 73 do 80.
Sąsiednie strażnice:
- strażnica KOP „Anopol” ⇔ strażnica KOP „Olszany” – 1932[3]
- strażnica KOP „Anopol” ⇔ strażnica KOP „Dubinowo” – 1938[5]